# Piper carrilloanum
Piper carrilloanum är en pepparväxtart som beskrevs av C. Dc.. Piper carrilloanum ingår i släktet Piper och familjen pepparväxter. Inga underarter finns listade i Catalogue of Life.